# Генерал от артилерията
Генерал от артилерията е висше военно звание от артилерията, използвано от няколко държави в различни периоди.

## Българска армия
В историята на българската армия, генерал от артилерията е най-високото генералско звание по време на Третото българско царство, следва след званието генерал-лейтенант. От 1878 г. до 1897 г. се използва обобщеното звание генерал (пълен генерал).

## Германска армия
1. Вторият най-висок генералски ранг, след генерал-полковник, от бившите германски войски (Имперска армия, Райхсвер, Вермахт).
2. Позиция във въоръжените сили на Германия отговаряща за обучението на войските и екипировката на артилерията. Ранг еквивалентен на чин генерал-лейтенант.

## Руска армия
В историята на руската армия, генерал от артилерията е второто най-високо генералско звание в Руската империя в периода (1796 - 1917), по-нисше стоящ от чина генералисимус. До края на 18 век се използва званието генерал-аншеф. Въведено е от Павел I на 29 ноември 1796 г. Съответства на II клас от „Таблица на ранговете“ с обръщението „Ваше високопревъзходителство“. Генерал от артилерията по длъжност може да бъде генерал – инспектор на артилерията, командващ войските на даден военен окръг, ръководещ големи военни съединения (корпуси, армии, фронтове).
Чинът е премахнат на 16 (29) декември 1917 г. с декрет на СНК.

## Български генерали от артилерията
- Георги Попов (1941)
- Руси Русев (1944)